# Tornei di tennis femminili nel 1910
Prima della nascita del WTA Tour, ossia l'apertura alle tenniste professioniste dei tornei che prima di quell'anno erano riservati alle tenniste dilettanti, tutti gli eventi più importanti erano amatoriali, tra questi c'erano i tornei del Grande Slam: gli Australasian Championships, il Campionato francese di tennis, il Torneo di Wimbledon e gli U.S. National Championships.

## Gennaio
Nessun evento

## Febbraio
| Settimana   | Torneo                                                                                   | Vincitore                                                | Finalista                   | Semifinalisti | Eliminati ai quarti |
| ----------- | ---------------------------------------------------------------------------------------- | -------------------------------------------------------- | --------------------------- | ------------- | ------------------- |
| 12 febbraio | Coronado Invitational 1910 San Diego, USA Cemento Singolare - Doppio                     | May Sutton 6-3 3-6 6-4                                   | Hazel Hotchkiss             |               |                     |
| 12 febbraio | Coronado Invitational 1910 San Diego, USA Cemento Singolare - Doppio                     | Ethel Bruce May Sutton 6-3 2-6 (finale non terminata)    | Hazel Hotchkiss Golda Meyer |               |                     |
| 23 febbraio | Long Beach Invitational 1910 (Hotel Virginia) Long Beach, USA Cemento Singolare - Doppio | May Sutton 6-2 6-2                                       | Hazel Hotchkiss             |               |                     |
| 23 febbraio | Long Beach Invitational 1910 (Hotel Virginia) Long Beach, USA Cemento Singolare - Doppio |                                                          |                             |               |                     |
| 23 febbraio | Long Beach Invitational 1910 (Hotel Virginia) Long Beach, USA Cemento Singolare - Doppio | Doppio misto: Hazel Hotchkiss Maurice McLoughlin 6-3 6-4 | May Sutton Mr Hord          |               |                     |

## Marzo
Nessun evento

## Aprile
| Settimana | Torneo                                                              | Vincitore                   | Finalista  | Semifinalisti | Eliminati ai quarti |
| --------- | ------------------------------------------------------------------- | --------------------------- | ---------- | ------------- | ------------------- |
| 24 aprile | Ojai Valley Championships 1910 Ojai, USA Cemento Singolare - Doppio | Hazel Hotchkiss 2-6 6-4 6-0 | May Sutton |               |                     |
| 24 aprile | Ojai Valley Championships 1910 Ojai, USA Cemento Singolare - Doppio |                             |            |               |                     |

## Maggio
| Settimana | Torneo                                                                            | Vincitore                                      | Finalista                          | Semifinalisti | Eliminati ai quarti |
| --------- | --------------------------------------------------------------------------------- | ---------------------------------------------- | ---------------------------------- | ------------- | ------------------- |
| maggio    | Campionato francese di tennis 1910 Parigi, Francia Terra rossa Singolare - Doppio | Jeanne Matthey 1–6 6–1 9–7                     | Marguerite Broquedis               |               |                     |
| maggio    | Campionato francese di tennis 1910 Parigi, Francia Terra rossa Singolare - Doppio | Jeanne Matthey Daisy Speranza                  |                                    |               |                     |
| 30 maggio | Mount Washington Invitation Tournament 1910 Los Angeles, USA Singolare - Doppio   | May Sutton 6-3 4-6 6-2                         | Hazel Hotchkiss                    |               |                     |
| 30 maggio | Mount Washington Invitation Tournament 1910 Los Angeles, USA Singolare - Doppio   |                                                |                                    |               |                     |
| 30 maggio | Mount Washington Invitation Tournament 1910 Los Angeles, USA Singolare - Doppio   | Doppio misto: May Sutton Tom Bundy 5-7 6-2 6-2 | Hazel Hotchkiss Maurice McLoughlin |               |                     |

## Giugno
| Settimana | Torneo                                                                              | Vincitore                                                     | Finalista                                  | Semifinalisti | Eliminati ai quarti |
| --------- | ----------------------------------------------------------------------------------- | ------------------------------------------------------------- | ------------------------------------------ | ------------- | ------------------- |
| 4 giugno  | Pennsylvania & Eastern States Championships 1910 Filadelfia, USA Singolare - Doppio | Louise Hammond 1-6 7-5 7-5                                    | Eleonora Sears                             |               |                     |
| 4 giugno  | Pennsylvania & Eastern States Championships 1910 Filadelfia, USA Singolare - Doppio | Louise Hammond Edna Wildey 4-6 7-5 6-2                        | Marion Fenno Eleonora Sears                |               |                     |
| 4 giugno  | Pennsylvania & Eastern States Championships 1910 Filadelfia, USA Singolare - Doppio | Doppio misto: Marion Fenno George Wrenn 6-2 4-6 6-1           | Eleonora Sears Bill Clothier               |               |                     |
| 11 giugno | Kent Championships 1910 Beckenham, Gran Bretagna Singolare - Doppio                 | Dorothea Douglass 6-4 6-3                                     | Dora Boothby                               |               |                     |
| 11 giugno | Kent Championships 1910 Beckenham, Gran Bretagna Singolare - Doppio                 | Dora Boothby Connie Luard 6-1 7-9 8-6                         | Dorothea Lambert Chambers Gladys Lamplough |               |                     |
| 11 giugno | Kent Championships 1910 Beckenham, Gran Bretagna Singolare - Doppio                 | Doppio misto: Dorothea Lambert Chambers Charles Dixon 6-3 6-4 | J. Coles Herbert Roper Barrett             |               |                     |
| 25 giugno | U.S. National Championships 1910 Filadelfia, USA Erba Singolare - Doppio            | Hazel Hotchkiss 6-4, 6-2                                      | Louise Hammond                             |               |                     |
| 25 giugno | U.S. National Championships 1910 Filadelfia, USA Erba Singolare - Doppio            | Hazel Hotchkiss Edith Rotch 6-4, 6-4                          | Adelaide Browning Edna Wildey              |               |                     |

## Luglio
| Settimana | Torneo                                                            | Vincitore                        | Finalista                    | Semifinalisti | Eliminati ai quarti |
| --------- | ----------------------------------------------------------------- | -------------------------------- | ---------------------------- | ------------- | ------------------- |
| 2 luglio  | Middle States Championships 1910 Montrose, USA Singolare - Doppio | Louise Hammond 3-6 6-1 6-4       | Carrie Neely                 |               |                     |
| 2 luglio  | Middle States Championships 1910 Montrose, USA Singolare - Doppio | Carrie Neely Edith Rotch 6-3 6-3 | Clare Cassel Eleanor Souther |               |                     |
| 2 luglio  | Torneo di Wimbledon 1910 Londra, Gran Bretagna Erba Singolare     | Dorothea Douglass 6-2, 6-2       | Dora Boothby                 |               |                     |
| 2 luglio  | Torneo di Wimbledon 1910 Londra, Gran Bretagna Erba Singolare     |                                  |                              |               |                     |

## Agosto
| Settimana | Torneo                                                               | Vincitore                                | Finalista              | Semifinalisti | Eliminati ai quarti |
| --------- | -------------------------------------------------------------------- | ---------------------------------------- | ---------------------- | ------------- | ------------------- |
| 13 agosto | Washington State Championships 1910 Seattle, USA Singolare - Doppio  | Hazel Hotchkiss 6-1 6-1                  | Marion Pitts           |               |                     |
| 13 agosto | Washington State Championships 1910 Seattle, USA Singolare - Doppio  | Miss Garrett Hazel Hotchkiss 6-3 5-7 6-3 | Mrs Genge Marion Pitts |               |                     |
| 27 agosto | California State Championships 1910 Berkeley, USA Singolare - Doppio | Hazel Hotchkiss 6-4 6-2                  | Golda Myer             |               |                     |
| 27 agosto | California State Championships 1910 Berkeley, USA Singolare - Doppio |                                          |                        |               |                     |

## Settembre
| Settimana    | Torneo                                                                    | Vincitore                                   | Finalista                             | Semifinalisti | Eliminati ai quarti |
| ------------ | ------------------------------------------------------------------------- | ------------------------------------------- | ------------------------------------- | ------------- | ------------------- |
| 10 settembre | Pacific Coast Championships 1910 Monterey, USA Cemento Singolare - Doppio | May Sutton 6-0 6-2                          | Florence Sutton                       |               |                     |
| 10 settembre | Pacific Coast Championships 1910 Monterey, USA Cemento Singolare - Doppio |                                             |                                       |               |                     |
| 10 settembre | Pacific Coast Championships 1910 Monterey, USA Cemento Singolare - Doppio | Doppio misto: May Sutton G.C. Young 6-4 8-6 | Hazel Hotchkiss Melville Hammond Long |               |                     |

## Ottobre
| Settimana  | Torneo                                                                             | Vincitore                                                | Finalista                   | Semifinalisti | Eliminati ai quarti |
| ---------- | ---------------------------------------------------------------------------------- | -------------------------------------------------------- | --------------------------- | ------------- | ------------------- |
| 8 ottobre  | Welsh Covered Court Championships 1910 Llandudno, Gran Bretagna Singolare - Doppio | Mabel Parton 6-0 6-3                                     | Mrs Williams-Vaughan        |               |                     |
| 8 ottobre  | Welsh Covered Court Championships 1910 Llandudno, Gran Bretagna Singolare - Doppio |                                                          |                             |               |                     |
| 8 ottobre  | Welsh Covered Court Championships 1910 Llandudno, Gran Bretagna Singolare - Doppio | Doppio misto: Mabel Parton Theodore Mavrogordato 6-1 6-0 | Mrs Middleton R.S. Barnes   |               |                     |
| 10 ottobre | Metropolitan Grass Court Championships 1910 New York, USA Singolare - Doppio       | Louise Hammond 6-2 6-4                                   | Marie Wagner                |               |                     |
| 10 ottobre | Metropolitan Grass Court Championships 1910 New York, USA Singolare - Doppio       | E.C. Bunce Miss Green 2-6 6-2 7-5                        | Louise Hammond Elsie Little |               |                     |

## Novembre
Nessun evento

## Dicembre
| Settimana   | Torneo                                                                   | Vincitore                                        | Finalista                  | Semifinalisti | Eliminati ai quarti |
| ----------- | ------------------------------------------------------------------------ | ------------------------------------------------ | -------------------------- | ------------- | ------------------- |
| 28 dicembre | New Zealand Championships 1910 Blenhei, Nuova Zelanda Singolare - Doppio | Eva Travers 6-2 6-1                              | Ruby Wellwood              |               |                     |
| 28 dicembre | New Zealand Championships 1910 Blenhei, Nuova Zelanda Singolare - Doppio | Eva Travers Ruby Wellwood 2-6 6-4 6-2            | Miss Baird Kate Nunneley   |               |                     |
| 28 dicembre | New Zealand Championships 1910 Blenhei, Nuova Zelanda Singolare - Doppio | Doppio misto: Miss Wellwood Harold Parker -6 6-1 | Eva Travers Francis Fisher |               |                     |

## Senza data
| Settimana | Torneo                                                              | Vincitore       | Finalista                 | Semifinalisti | Eliminati ai quarti |
| --------- | ------------------------------------------------------------------- | --------------- | ------------------------- | ------------- | ------------------- |
|           | Torneo di Pittsburg 1910 Pittsburgh, USA Singolare - Doppio         | Jane Craven     | non conosciuta (bandiera) |               |                     |
|           | Torneo di Pittsburg 1910 Pittsburgh, USA Singolare - Doppio         |                 |                           |               |                     |
|           | Engadine Championships 1910 St. Moritz, Svizzera Singolare - Doppio | Aurea Edgington | non conosciuta (bandiera) |               |                     |
|           | Engadine Championships 1910 St. Moritz, Svizzera Singolare - Doppio |                 |                           |               |                     |